# Вестерн

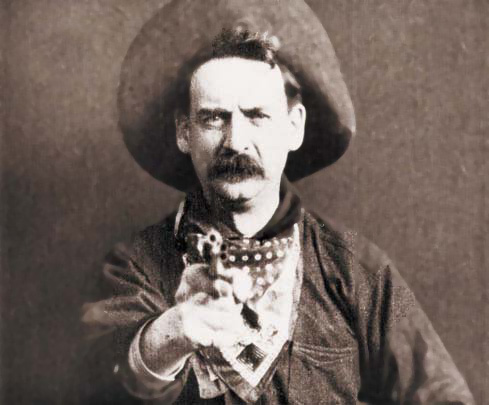
Джастес Барнс у фільмі «Велике пограбування потяга»

Ве́стерн (англ. western, досл. «західний») — жанр про освоєння та підкорення Дикого Заходу у XIX столітті. Цей напрям характерний переважно для кінематографу США, може включати різні жанри, наприклад, комедію, екшн, детектив, трилер і навіть фантастику; вестерн характерний для кінематографа, телебачення, літератури, живопису і інших видів мистецтв. Дія у вестернах в основному відбувається в другій половині XIX століття на Дикому Заході — майбутніх західних штатах США, іноді в Західній Канаді чи Мексиці. Вперше з'явився в літературній творчості таких письменників як Джеймс Купер, Майн Рід, Брет Гарт, потім в кінематографі. Як кінематографічний жанр поширився із США на інші країни, які поступово створили свої власні еквіваленти вестерну.

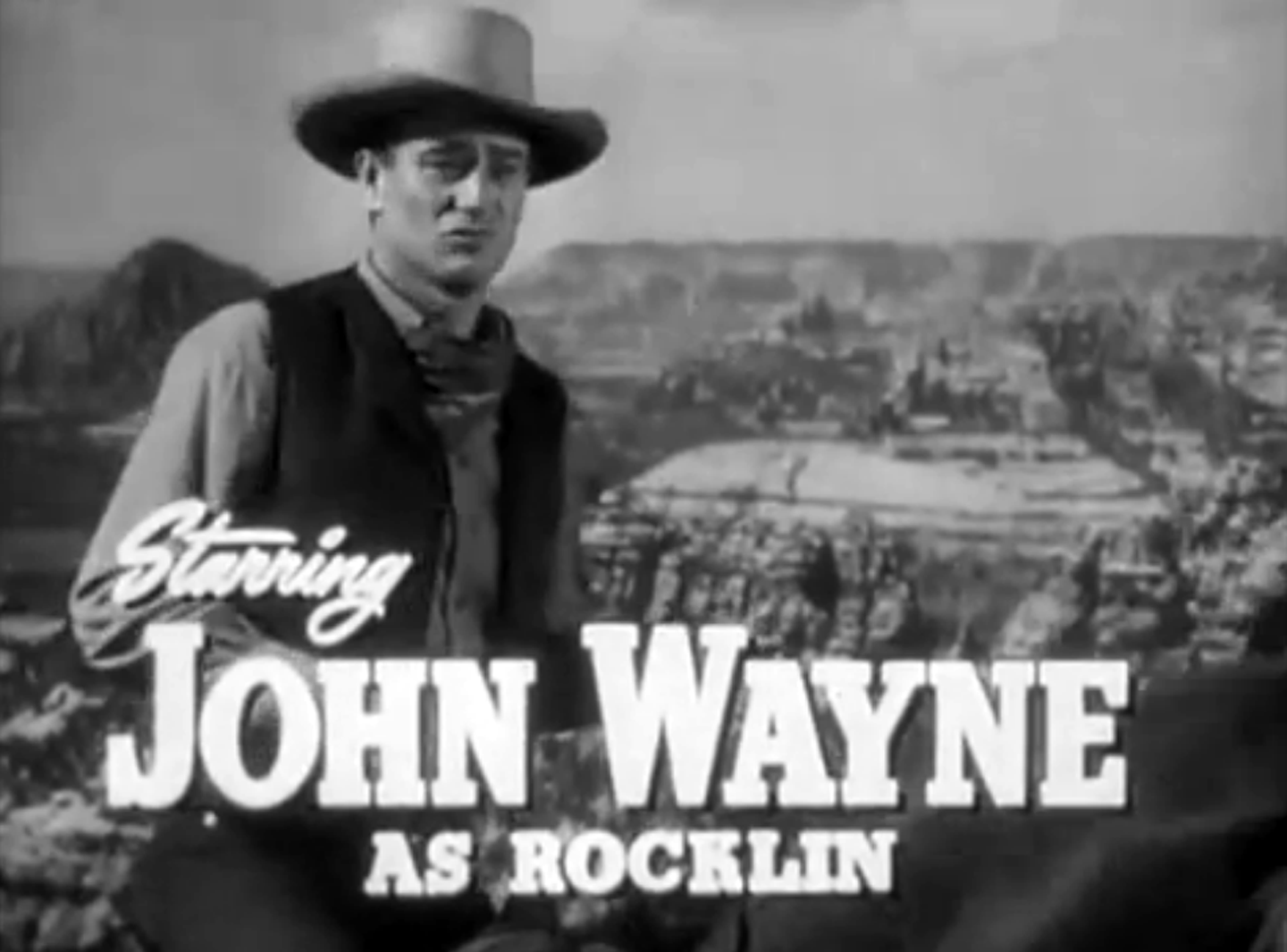
Джон Вейн — «король вестерну»

Найбільший розквіт вестерну припав на середину XX століття. З того ж періоду намітився помітний спад.
Примикає до вестерну аргентинська література гаучо і розповіді про європейських поселенців в Австралії.
Вестерн, окрім літературного, образотворчого і ТВ-мистецтва — стиль верхової їзди і вид кінного спорту, широко поширений у всьому світі, особливо в США. Вестерн (кінний спорт) складається з безлічі дисциплін, а змагання збирають величезну кількість учасників і глядачів.

## Характеристики

### Історії та персонажі
Класичний вестерн — це моральна драма, що зображує конфлікт між дикою природою та цивілізацією. Історії зазвичай зосереджуються на житті чоловіка-бродяги, ковбоя або стрільця, який їздить верхи на коні та озброєний револьвером або рушницею. Чоловічі персонажі зазвичай носять капелюхи Стетсона з широкими полями та високою тулією,  хустки-бандани, жилети та ковбойські чоботи зі шпорами. Хоча багато хто носить звичайні сорочки та штани, альтернативою їм є одяг із оленячої шкіри та пильовики.
Жінки зазвичай грають другорядні ролі коханок головного героя або другорядні ролі дівчат із салуну, повій або дружин піонерів та поселенців. Персонаж дружини часто додає комічного відтінку. Інші повторювані персонажі — це корінні американці різних племен, яких називають індіанцями або червоношкірими індіанцями , афроамериканці, китайські американці, іспанці, мексиканці, правоохоронці, мисливці за головами, бандити, бармени, торговці, азартні гравці, солдати (особливо кінна кавалерія) та поселенці (фермери, скотарі та містяни).
Атмосфера зазвичай підкреслюється західною музикою, включаючи американську народну музику та іспанську/мексиканську народну музику, таку, як кантрі, музика корінних американців, музика Нью-Мексико та ранчера.

### Місцезнаходження
Вестерни часто підкреслюють суворість дикої природи та часто розміщують дію в посушливому, пустельному ландшафті пустель і гір. Часто величезний ландшафт відіграє важливу роль, представляючи «міфічне бачення рівнин і пустель американського Заходу».  Конкретні місця дії включають ранчо, невеликі прикордонні містечка, салуни, залізниці, дику природу та ізольовані військові форти Дикого Заходу. Багато вестернів використовують стандартний сюжет, що зображує злочин, потім показує переслідування злочинця, що закінчується помстою і відплатою, яка часто здійснюється через перестрілку або дуель на швидкість витягування зброї.

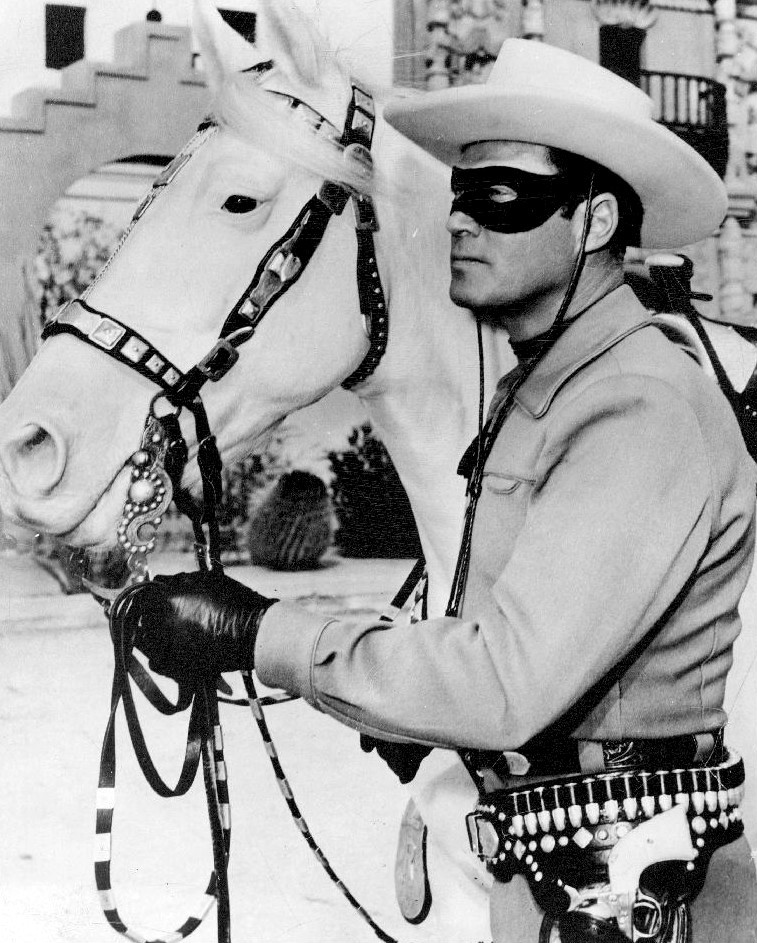
Самотній рейнджер; відомий в США героїчний стрілець

### Теми вестерну
Вестерн часто зображує завоювання пустелі та підпорядкування природи в ім'я цивілізації, або конфіскацію територій корінних жителів порубіжжя. Вестерн зображує суспільство, організоване навколо кодексу честі та особистого, прямого або приватного правосуддя (наподобі, вендетти). Популярним сюжетом вестерну є історія, яка крутиться навколо життя напівкочового мандрівника, як правило, ковбоя або стрільця

## Додаткова література
- Літературознавча енциклопедія : у 2 т. / авт.-уклад. Ю. І. Ковалів. — Київ : ВЦ «Академія», 2007. — А — Л. — С. 171-172.